# جاك أرنولد
جاك أرنولد (بالإنجليزية: Jack Arnold)‏ (و. 1916 – 1992 م) هو مخرج سينمائي، ومنتج أفلام، وكاتب سيناريو، وممثل، من الولايات المتحدة الأمريكية، ولد في نيو هيفن، كونيتيكت، توفي عن عمر يناهز 76 عاماً.

## وصلات خارجية
- جاك أرنولد على موقع IMDb (الإنجليزية)
- جاك أرنولد على موقع الموسوعة البريطانية (الإنجليزية)
- جاك أرنولد على موقع ألو سيني (الفرنسية)
- جاك أرنولد على موقع ميوزك برينز (الإنجليزية)
- جاك أرنولد على موقع أول موفي (الإنجليزية)
- جاك أرنولد على موقع قاعدة بيانات برودواي على الإنترنت (الإنجليزية)
- جاك أرنولد على موقع قاعدة بيانات الأفلام السويدية (السويدية)
- جاك أرنولد على موقع إن إن دي بي (الإنجليزية)
- جاك أرنولد على موقع قاعدة بيانات الفيلم (الإنجليزية)
- جاك أرنولد على موقع كينوبويسك (الروسية)